# 미니맵
미니맵(Mini-Map)은 비디오 게임에서 진행되고 있는 장소를 지도처럼 축소해 놓은 것을 말한다. 주로 게임이 진행되는 장소의 지형, 아군 또는 적의 위치 등이 표시되어 있다.
플레이어가 게임 세계 내에서 방향을 잡는 데 도움이 되도록 비디오 게임의 화면 모서리에 자주 배치되는 미니어처 맵이다. 플레이어는 종종 화면의 작은 부분일 뿐이며 어떤 세부 사항을 표시할지 선택해야 한다. 일반적으로 미니맵에 포함되는 요소는 비디오 게임 장르에 따라 다르다. 그러나 일반적으로 포함되는 기능은 플레이어 캐릭터의 위치, 아군 유닛 또는 구조물, 적, 목표 및 주변 지형이다.
미니맵은 현재 화면이 게임 세계의 범위 내에 있는 위치를 나타내는 역할을 하기 때문에 실시간 전략 및 MMORPG 비디오 게임에서 매우 보편화되었다. 대부분의 1인칭 슈팅 게임에는 적과 팀원의 위치를 실시간으로 표시하는 경우가 많은 콜 오브 듀티: 모던 워페어 (2019년 비디오 게임)를 제외하고는 미니맵의 일부 버전 또는 변형도 있다.

## 같이 보기
- 오토맵
- 오버월드